# Reprezentacja Chorwacji na Mistrzostwach Europy w Wioślarstwie 2008
Reprezentacja Chorwacji na Mistrzostwach Europy w Wioślarstwie 2008 liczyła 18 sportowców. Najlepszymi wynikami było 5. miejsce w dwójce podwójnej i ósemce mężczyzn.

## Medale

### Złote medale
Brak

### Srebrne medale
Brak

### Brązowe medale
Brak

## Wyniki

### Konkurencje mężczyzn
- jedynka (M1x): David Šain – 10. miejsce
- dwójka bez sternika (M2-): Erik Brec, Petar Lovrić – 8. miejsce
- dwójka podwójna (M2x): Martin Sinković, Valent Sinković – 5. miejsce
- czwórka podwójna (M4x): Ante Kušurin, Hrvoje Jurina, Damir Martin, Mario Vekić – 6. miejsce
- ósemka (M8+): Ante Janjić, Alen Banovac, Josip Stojčević, Nikša Skelin, Vitomir Čavrlj, Marin Bogdan, Igor Boraska, Branimir Vujević, Silvije Petriško – 5. miejsce